# A natureza das coisas invisíveis
A natureza das coisas invisíveis (englisch The Nature of Invisible Things, deutsch Das Wesen unsichtbarer Dinge) ist ein brasilianisch-chilenischer Spielfilm von Rafaela Camelo aus dem Jahr 2025.

## Handlung
Während der Sommerferien lernen sich zwei Mädchen in einem Krankenhaus kennen. Für Gloria ist es ein zweites Zuhause, weil ihre Mutter dort als Krankenschwester arbeitet. Sofia kommt als Begleitung ihrer kranken Urgroßmutter ins Krankenhaus. Die beiden Mädchen und ihre Mütter befreunden sich. Alle Vier begleiten die schwerkranke Urgroßmutter in deren Heimatdorf, um deren Wunsch nach Rückkehr in die gewohnte Umgebung zu erfüllen und dort die Ferien zu verbringen. Die kleinen Freundinnen erleben Verluste, Abschiede und machen stille Entdeckungen über das Leben.

## Veröffentlichung
Die Weltpremiere von A natureza das coisas invisíveis, Rafaela Camelos Debütfilm, erfolgte am 14. Februar 2025 im Rahmen der Internationalen Filmfestspiele Berlin. Dort wurde das Werk in die Kinder- und Jugendsektion Generation Kplus aufgenommen. Der Film eröffnete am 14. Februar diese Sektion.